# Grabek (województwo dolnośląskie)
Grabek – osada w Polsce, położona w województwie dolnośląskim, w powiecie oleśnickim, w gminie Twardogóra.
Wchodzi w skład sołectwa Droździęcin.
Do 2024 miejscowość była przysiółkiem wsi Droździęcin. W latach 1975–1998 przysiółek należał administracyjnie do województwa wrocławskiego.